# Саса, Ноа
Ноа Донован Саса (дат. Noah Donovan Sahsah; родился 8 июля 2005) — датский футболист, вингер клуба «Русенборг».

## Клубная карьера
Воспитанник футбольной академии клуба «Копенгаген», за которую выступал с шестилетнего возраста. В основном составе «Копенгагена» дебютировал 17 марта 2022 года, выйдя на замену Руни Бардагжи в матче Лиги конференций против нидерландского клуба ПСВ. В сентябре 2022 года продлил контракт с «Копенгагеном» до лета 2025 года.

## Карьера в сборной
Выступал за сборные Дании до 16, до 17 и до 18 лет.